# كزافييه بريتون
كزافييه بريتون هو سياسي فرنسي، ولد في 25 نوفمبر 1962 في Darney ‏ في فرنسا. نشط حزبياً في الاتحاد من أجل حركة شعبية.

## مناصب
- انتخب regional councillor of Auvergne-Rhône-Alpes ‏ عن دائرة أين وقد انضم خلال فترته النيابية ‏ (2016 – ) للكتلة البرلمانية .
- انتخب نائب فرنسي عن دائرة Ain's 1st constituency [الإنجليزية]‏ وقد انضم خلال فترته النيابية [الإنجليزية]‏ (21 يونيو 2017 – ) للكتلة البرلمانية Republican Right group [الإنجليزية]‏.
- انتخب نائب فرنسي عن دائرة Ain's 1st constituency [الإنجليزية]‏ خلال فترته النيابية (20 يونيو 2012 – 20 يونيو 2017).
- انتخب نائب فرنسي عن دائرة Ain's 1st constituency [الإنجليزية]‏ خلال فترته النيابية [الإنجليزية]‏ (20 يونيو 2007 – 19 يونيو 2012).

## وصلات خارجية
- الموقع الرسمي